# ROKS Chuncheon (FFG-827)
La ROKS Chuncheon (FFG-827) est une frégate de la marine de la république de Corée, huitième et dernier navire de la classe Daegu. Elle est nommée d’après la ville de Chuncheon.

## Conception
La classe Daegu est une variante améliorée des frégates de classe Incheon. Les modifications apportées à la classe Incheon comprennent un système de sonar à réseau remorqué TB-250K et un système de lancement vertical coréen (K-VLS) à 16 tubes, capable de déployer le K-SAAM, le missile anti-sous-marin Hong Sang Eo et les missiles de croisière tactiques d’attaque terrestre Haeryong.
La conception de la coque est globalement basée sur celle de la classe Incheon. Cependant, dans le cadre des modifications du système d'armes, la superstructure a été considérablement modifiée. Le hangar et le pont d'envol pour hélicoptère ont été agrandis pour permettre l’exploitation d’un hélicoptère de 10 tonnes,.

## Carrière
La ROKS Chuncheon a été construite par Hyundai Heavy Industries (HHI) et lancée le 22 mars 2022 au chantier naval HHI d’Ulsan,. La ROKS Chuncheon subira des essais en mer et sera remise à la Marine vers la fin de l’année 2023, remplaçant les corvettes de 1 500 tonnes et de 1 000 tonnes actuellement exploitées par la ROKN,. Une fois qu’elle sera pleinement opérationnelle, la ROKS Chuncheon sera affectée à la 1re flotte ROKN pour protéger la ligne de limite du Nord (NLL). Le lancement de la ROKS Chuncheon marque fondamentalement la fin du programme FFX Batch-II, qui était le programme suivant le programme FFX Batch-I qui a produit 6 frégates de classe Incheon.